# Любич, Женя
Евге́ния Дми́триевна Любич (известна как Же́ня Лю́бич, Jenia Lubich; род. 20 марта 1984, Ленинград) —певица, сонграйтер, кинокомпозитор, автор хита  Russian Girl, известная по работе с французским проектом Nouvelle Vague и сольным творчеством.

## Биография
В детстве будущая певица любила слушать различные пластинки, как с популярной музыкой, так и классической. По совету Бориса Эйфмана Евгения поступила в Вагановское училище, но после перелома ноги вынуждена была оставить мечту стать балериной. Тогда же во время болезни она сочинила свою первую песню на стихи Роберта Бёрнса в переводе С. Я. Маршака. Любич начала брать уроки вокала и в 1998 году стала лауреатом Санкт-Петербургского вокального конкурса, впоследствии концертировала с классическим репертуаром в Финляндии и Венгрии. Она также училась в нью-йоркском Бард-колледже и на Факультете свободных искусств и наук СПбГУ.
В 2006 году её песня «Ville de France» на стихи Анри де Ренье вошла в сборник Nu Lounge, выпущенный московским лейблом Nu Note. В том же году она заняла первое место в конкурсе «Балтийские звёзды», выиграв поездку в Лос-Анджелес, где летом 2007 года представляла Россию на Всемирном чемпионате исполнительских видов искусств (World Championships of Performing Arts). На российском концерте Nouvelle Vague в апреле 2008 года Любич передала группе свои демозаписи и впоследствии была приглашена для записи и гастролей. Песни «Aussi belle q’une balle» и «Marooned» в её исполнении вошли в качестве бонус-треков в расширенные издания альбома Nouvelle Vague под названием «3» (2009). В октябре 2008 года она записала арию Виолетты «Addio del passato bei sogni ridenti» из оперы Верди «Травиата» для проекта Private Domain. В качестве бэк-вокалистки она принимала участие в записи альбома Никола Коммана, французского художника и фотографа, друга основателя Nouvelle Vague Марка Коллена.
Российская пресса обратила внимание на Любич в 2009 году, когда она в составе Nouvelle Vague выступала на фестивале Nu Note Lounge в Санкт-Петербурге. 28 мая 2010 года она исполняла собственные песни на фестивале Stereoleto, а 8 и 9 сентября представляла электрическую и акустическую программы на фестивале «Индюшата», прошедшем в Москве. После выхода в свет мини-альбома Russian Girl в 2010 году Любич получила три номинации на премию «Степной волк», одержав победу в категории «Голос».
В 2011 году Женя Любич появилась на фестивалях «Усадьба. Джаз», «Нашествие» и «Сотворение мира», где исполнила вместе с «Би-2» песню «Мой рок-н-ролл»; она записала с Маликом Алари две песни, одна из которых вошла в компиляцию Night and Day парижского диджея Стефана Помпуньяка. В конце года французским лейблом Kwaidan Records была выпущена её дебютная долгоиграющая пластинка C’est la vie. Продюсером диска выступил Марк Коллен, а другие музыканты Nouvelle Vague также помогали в его записи. На концертах к ней присоединяются известные российские музыканты, среди которых бывший участник группы «Сплин» Стас Березовский, бас-гитарист Дмитрий Турьев из Pep-See, Денис Кириллов, работавший среди прочих с Псоем Короленко.
В 2012 году состоялась премьера музыкального спектакля Михаила Козырева и Алекса Дубаса «М. К. А. Д.», в котором Любич предстаёт в роли музы главных героев и исполняет собственные песни. Она дважды становилась музыкальным гостем шоу «Вечерний Ургант», а в фильме «Джентльмены, удачи!» прозвучали песни Жени «Метелица» и «Gentlemen of Fortune» в её исполнении.
Называлась в числе завидных невест Санкт-Петербурга по версии питерского журнала «Собака».
В 2023 году песня Russian girl обрела вторую волну популярности благодаря тренду на славянскую эстетику #russiangirl : девушки с ярким макияжем в шубах, меховых шапках с бутербродом в руках массово снимают короткие вертикальные ролики под этот трек и выкладывают на своих страницах в соц.сетях.

### Семья
- Дедушка и бабушка со стороны матери:
  - Александр Дмитриевич Боборыкин (1916—1988) — советский обществовед, педагог, организатор образования. Профессор, член-корреспондент Академии педагогических наук СССР. Лауреат Государственной премии СССР в области науки и техники (1980; за 16-е издание учебника «Обществоведение», опубликованного в 1978 году; в составе группы авторов). Ректор Ленинградского государственного педагогического института имени А. И. Герцена (1964—1986). Родственник писателя Петра Боборыкина[21][22].
  - Евгения Ефремовна Боборыкина — советский историк, педагог. Заведующая кафедрой истории КПСС 1-го Ленинградского медицинского института имени академика И. П. Павлова. Среди студентов Евгении Боборыкиной был будущий автор-исполнитель Александр Розенбаум[21].
- Родители:
  - Отец — Дмитрий Викторович Любич, советский и российский психолог. Возможный родственник Эрнста Любича[23][24].
  - Мать — Татьяна Александровна Боборыкина (р. 1953), советский и российский литературовед, искусствовед, переводчик, педагог[23][25].
- Замужем. У Жени Любич трое детей от брака с Дмитрием Кончаковским: дочь Анна, сын Александр и младший сын Василий[26].

Благотворительность
Женя занимает активную общественную позицию: выступает за раздельный сбор мусора, поддерживает экологичное потребление и является амбассадором движения «Чистые игры» (международного экологического проекта по сбору и сортировке мусора), что отражено в песне и в клипе «Давай начистоту». Входит в попечительский совет Фонда Дома надежды на Горе — петербургского реабилитационного центра, который бесплатно помогает людям в борьбе с алкоголизмом. Участвует в различных благотворительных и экологических акциях и их инициирует!

## Дискография
Самой популярной песней Жени Любич называют Russian Girl. Сама певица характеризовала её "ироничной и слегка пародирующей русских исполнителей, которые поют на английском". 

### Студийные альбомы
- C’est la vie (2011)
- Russian Girl (2014)
- Азбука Морзе (2015)
- Во весь голос (2020)
- Будь что будет (2023)

### Мини-альбомы
- Степной волк (2012)
- Напролёт (2013)
- Double Nature (совместно с Neon Lights; 2013)
- Снежно (2016)
- Нежнее нежного (2021) на стихи Осипа Мандельштама;

### Синглы
- «Невзначай», «149 лайков»[26];
- «Джентльмены удачи» / «Метелица» (2012);
- «Для школьного возраста», «Лето», «Нам не быть вместе» (2021);
- «Не важно, что было вокруг, и не важно» (2022);
- «Бродский», «Ветер в голове» (2023);
- «Медлительнее снежный улей» (2023) на стихи Осипа Мандельштама;
- «Эй, не молчи» (2024)
- Крылом балтийской чайки (2025)
- Где мы все увидимся feat ГАФТ (2025)
- Песня невинности (2025)

Песни к фильмам и сериалам
- Елки 3
- Саша и Питер
- Он — дракон
- Лето
- Happy Times
- Танго на осколках
- Марш утренней зари

ТВ и радиоэфиры
- Russian Girl (Первый канал, Вечерний Ургант)[30]
- Дуэт с Петром Наличем в новогоднем выпуске «Квартирника у Маргулиса» (НТВ[31]
- Трибьют Ахматовой на «Авторадио»[32]
- Колыбельная на радио «Серебряный дождь»[33]
- Кавер на Anton, Ivan, Boris, et moi на «России 1»[34]
- Интервью на радио «Комсомольская правда»[35]
- Интервью и концерт в программе «Хорошо темперированный эфир» на радио «Маяк»[36]
- Живой концерт в программе «В ритме Петербурга» (телеканал Санкт-Петербург)[37]  и другие появления в СМИ

Песни на стихи поэтов
- Альбом «Во весь голос» и его видеоверсия (На стихи В. Маяковского, М. Лермонтова и др.), 2020
- Участие в трибьюте Анны Ахматовой «Я — голос ваш», 2021
- Трибьют-альбом «Повести Гоголя» с песнями «Невский проспект» и «Портрет», в основе которых проза Николая Васильевича Гоголя, 2022
- Несколько синглов на стихи О. Мандельштама и И. Бродского
- Авторская песня «Бродский», 2023
- Две песни на стихи А. Мариенгофа для альбома «Днесь», 2025
- В работе - песни на стихи Есенина.

Награды
- Три номинации на премию «Степной волк» и победа в категории «Голос», 2010
- Премия «ТОП 50» самых известных людей Петербурга по версии журнала «Собака.RU», 2011
- Номинация на премию «Чартова дюжина 2024» от радиостанции «НАШЕ радио» с альбомом «Будь что будет»
- «Влиятельная женщина Петербурга» от издания «Деловой Петербург», 2024
- Приз в номинации «Партия как по нотам» на премии «Медиаперсона-2024» издания «Комсомольская правда»
- «Человек года 2024» по версии культурного проекта «Питер читает»

### Сотрудничество
| Год  | Альбом                 | Исполнитель             | Комментарий                                                              |
| ---- | ---------------------- | ----------------------- | ------------------------------------------------------------------------ |
| 2009 | 3                      | Nouvelle Vague          | бонус-треки «Aussi belle q’une balle», «Marooned» в расширенных изданиях |
| 2009 | Iko Invites            | Private Domain          | «Addio» (ария «Addio del passato» из «Травиаты»)                         |
| 2010 | Best Of                | Nouvelle Vague          | «Aussi belle q’une balle», «Marooned»                                    |
| 2010 | Couleurs sur Paris     | Nouvelle Vague          | «La Crise economique!»                                                   |
| 2010 | Nous etions Dieu       | Никола Комман           | бэк-вокал (1—5)                                                          |
| 2011 | The Singers            | Nouvelle Vague          | «Galaxy»                                                                 |
| 2011 | La Musique du Faubourg | Малик Алари             | «Everlasting Roads»                                                      |
| 2011 | Day & Night            | Стефан Помпуньяк        | «Morning Flow» (Малик Алари при участии Жени Любич)                      |
| 2012 | «Re:Аквариум»          | (различные исполнители) | «Winter» (кавер-версия песни «Аквариума»)                                |
| 2015 | Populism               | Наив                    | «Прощай»                                                                 |
| 2023 | Почти                  | Зимавсегда              | дуэт                                                                     |
| 2023 | «Этот город»           | ГАФТ                    | дуэт                                                                     |
| 2024 | «Где мы все увидимся»  | ГАФТ                    | дуэт                                                                     |

## Видеоклипы
| Год  | Название                      | Режиссёр(ы)                                         |
| ---- | ----------------------------- | --------------------------------------------------- |
| 2011 | «Без тебя» (с Monster DJs)    | н/д                                                 |
| 2011 | «Галактика»                   | Елена Цодыковская                                   |
| 2012 | «Степной волк»                | Полина Сыровяткина, Кирилл Маловичко, Олег Михайлов |
| 2012 | «C’est la vie»                | Денис Гуляев                                        |
| 2012 | «Метелица»                    | Дмитрий Киселёв                                     |
| 2013 | «Russian Girl»                | Дмитрий Гиенко                                      |
| 2015 | «Пожар»                       | Дмитрий Гиенко                                      |
| 2021 | «Лето»                        | Кирилл Даровских                                    |
| 2021 | «Нам не быть вместе»          | Анна Голикова                                       |
| 2023 | «Ветер в голове»              | Александра Ильичева                                 |
| 2023 | «Этот город» Женя Любич, ГАФТ | Николай Яковлев                                     |